# Sierra Nevada Corporation
Sierra Nevada Corporation (SNC) — американская частная компания, подрядчик в сфере аэрокосмической и национальной безопасности, специализирующийся на модификации и интеграции самолётов, космических компонентах и системах, а также сопутствующих технологических продуктах для кибербезопасности и здравоохранения. 
Компания имеет контракты с Вооруженными силами США, НАСА и частными космическими компаниями. Штаб-квартира SNC находится в Спарксе, штат Невада, и имеет 33 офиса в 19 штатах США, Великобритании, Германии и Турции.
Компания участвовала в более чем 400 успешных космических миссиях (по состоянию на июль 2020 года SNC приняла участие в 14 различных миссиях на Марс). 
Также строит свой грузовой космический корабль-ракетоплан Dream Chaser, который будет доставлять на Международную космическую станцию как герметичные, так и негерметичные грузы.

## История
Компания была основана в 1963 году Джоном Чисхолмом с несколькими сотрудниками и, первоначально, работала в ангаре для самолётов в аэропорту Рено-Стед. В 1994 году её купили муж и жена Фатих Озмен и Эрен Озмен. Фатих Озмен был одним из первоначально нанятых Чисхолмом сотрудников, начав работать в 1981 году. На момент покупки четой Озмен, в компании работало около 20 сотрудников. С тех пор компания превратилась в корпорацию с многомиллиардными оборотами и более чем 4000 сотрудников.
Основной бизнес SNC связан с контрактами Минобороны США и НАСА.
16 декабря 2008 года SNC объявила о завершении приобретения SpaceDev.

## Космические разработки
SNC с 2005 года разрабатывает орбитальный космический аппарат-ракетоплан под названием Dream Chaser; "Sierra Space" продолжит разработку Dream Chaser, первый запуск намечен на 2023 г.
14 апреля 2021 года SNC объявила, что создаст независимую коммерческую космическую компанию Sierra Space.
SNC ("Sierra Space"), совместно с американской аэрокосмической компанией Blue Origin, планируют создать коммерческую орбитальную станцию «Орбитальный риф» (Orbital Reef).
Космический бизнес SNC в настоящее время приносит $400 млн годовой выручки, а SNC прогнозирует увеличение выручки до $4 млрд через пять-десять лет.